# CyTOF

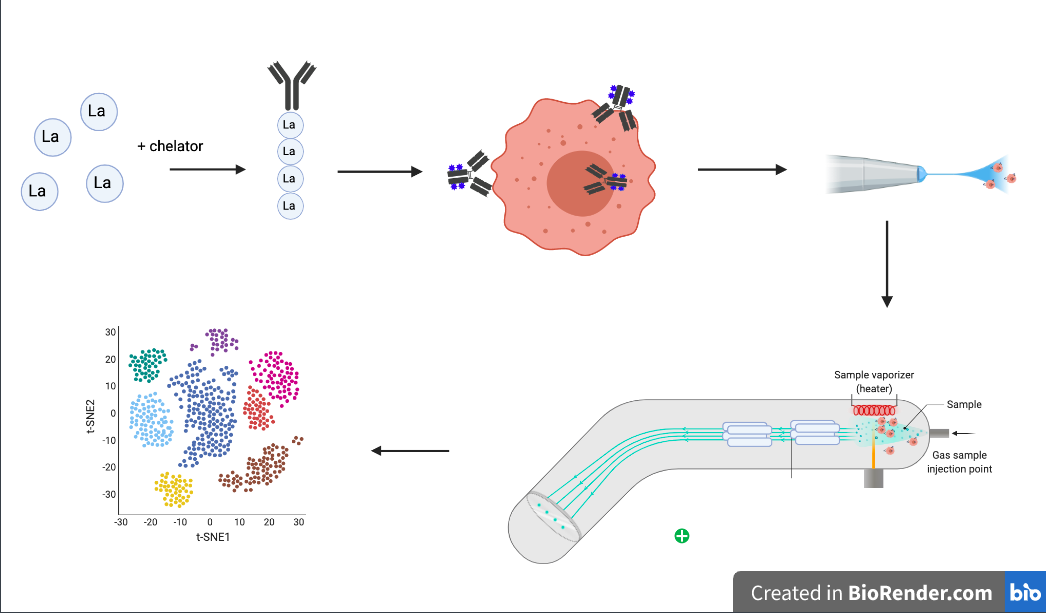
Flujo de trabajo de CyTOF

La citometría por tiempo de vuelo , o CyTOF , es una aplicación de citometría de masas que se utiliza para cuantificar objetivos marcados en la superficie y el interior de células individuales. CyTOF permite la cuantificación de múltiples componentes celulares simultáneamente usando un detector ICP-MS .
CyTOF aprovecha el inmunomarcaje para cuantificar proteínas , carbohidratos o lípidos en una célula. Los objetivos se seleccionan para responder a una pregunta de investigación específica y se marcan con anticuerpos marcados con metal lantánido . Las células marcadas se nebulizan y se mezclan con gas argón calentado para secar las partículas que contienen células. La mezcla de gas de muestra se enfoca y se enciende con un soplete de plasma de argón . Esto rompe las células en sus átomos individuales y crea una nube de iones. Los abundantes iones de bajo peso generados a partir del aire ambiental y las moléculas biológicas se eliminan mediante un analizador de masas de cuadrupolo . Los iones pesados restantes de las etiquetas de anticuerpos se cuantifican medianteEspectrometría de masas de tiempo de vuelo .  abundancia de iones se correlaciona con la cantidad de diana por célula y se puede utilizar para inferir las cualidades celulares.
La sensibilidad de la espectrometría de masas para detectar diferentes iones permite realizar mediciones de más de 50 objetivos por celda y evita los problemas de superposición espectral que se observan cuando se utilizan sondas fluorescentes.  Sin embargo, esta sensibilidad también significa que la contaminación por trazas de metales pesados es una preocupación.  El uso de un gran número de sondas crea nuevos problemas en el análisis de los datos de gran dimensión generados.